# 凯瑟琳·道森
凯瑟琳·道森（英語：Kathleen Dawson，1997年10月3日—），英国女子游泳运动员。她曾代表英国参加2020年夏季奥林匹克运动会游泳比赛，获得混合4×100米混合泳接力金牌。